# Quirin Müller
Quirin Maximilian Müller (* 2. April 1984 in Passau) ist ein ehemaliger deutscher Rallyefahrer.

## Leben
Quirin Müller besuchte das Adalbert-Stifter-Gymnasium in Passau. Zum Rennfahren kam er über den Kart-Sport.

## Erfolge
Von 1999 bis 2001 gewann er mehrfach im Kart die Niederbayerische Meisterschaft in der Einzelkonkurrenz sowie mit der Mannschaft des niederbayerischen ASC Tiefenbach, dazu die Südbayerische Regionsmeisterschaft. Beim Kartslalom gewann er 2000 die deutsche ADAC-Kartslalom-Meisterschaft.
2001 qualifizierte er sich auf der Rennstrecke Oschersleben für den BMW-ADAC-Förderkader. In der BMW-ADAC-Meisterschaft 2002, einer Formelsport-Serie, die von Nico Rosberg gewonnen wurde, erreichte er den 8. Platz in der Rookie-Wertung.
2003 fuhr er im ADAC VW Lupo Cup, einer Tourenwagen-Serie. Im 7. Meisterschaftslauf auf dem Nürburgring gelang ihm im Lupo Cup der erste Sieg. 2004 und 2005 fuhr er, von Armin Schwarz auf dem A1-Ring in Spielberg gedraftet, für das Red Bull Rallye Team, für das er auf einem Mitsubishi Lancer Evo Rennen fuhr, 2004 zuerst mit Timo Gottschalk auf einem Evo VI, dann mit Klaus Wicha auf einem Evo VII und Evo VI. 2005 fuhr er mit dem Österreicher Peter Müller auf einem Evo VIII. Sein bestes Ergebnis dort war ein 4. Platz bei der ADAC Rallye Oberland in Peiting im März 2005. In der Österreichischen Rallye-Staatsmeisterschaft 2005 fuhr er in der Gruppe N bei der IQ Jänner Rallye und der Lavanttal-Rallye in die Punkte. Im Red-Bull-Team konnte sich Quirin Müller nicht gegen Andreas Aigner durchsetzen. 2007 fuhr Quirin Müller Rallyes auf einem Audi quattro.
Quirin Müller ist inzwischen Teammanager des tschechischen Jipocar Racing Teams des Fahrers Martin Prokop, das unter dem Namen Czech Ford National Team in der Super-2000-Klasse auf einem Ford Fiesta S2000 an der FIA-Rallye-Weltmeisterschaft teilnimmt.